# Geoff May
Geoff May (Atlanta, 5 giugno 1980) è un pilota motociclistico statunitense.

## Carriera
Ha corso dal 2002 al 2004 e dal 2009 al 2013 nel campionato AMA Superbike; fra il 2005 e il 2008 ha corso in competizioni Supersport e Superstock statunitensi, totalizzando due successi in gara. Nel 2011, in sella ad una Buell prima e ad una EBR poi, ottiene 139 punti classificandosi decimo.
Nel 2014 debutta nel mondiale Superbike come pilota titolare, ingaggiato dal team Hero EBR in sella ad una EBR 1190 RX, affiancato dall'altro statunitense Aaron Yates come compagno di squadra. May, all'esordio nel campionato mondiale per derivate di serie, non ottiene punti validi per la classifica mondiale, nonostante prenda parte a 17 delle 24 gare in programma.

## Risultati in gara

### Campionato mondiale Superbike
| 2014 | Moto |    |    |     |    |    |    |    |    |    |    |    |    |     |     |     |     |    |    |    |     |    |     |    |    |  |  |  |  | Punti | Pos. |
| ---- | ---- | -- | -- | --- | -- | -- | -- | -- | -- | -- | -- | -- | -- | --- | --- | --- | --- | -- | -- | -- | --- | -- | --- | -- | -- |  |  |  |  | ----- | ---- |
| 2014 | EBR  | NP | NP | Rit | 20 | 19 | NP | NP | 18 | NP | NP | NQ | NQ | Rit | Rit | Rit | Rit | 18 | 16 | 17 | Rit | 18 | Rit | 17 | 16 |  |  |  |  | 0     |      |

| Legenda | 1º posto        | 2º posto            | 3º posto           | A punti      | Senza punti        | Grassetto – Pole position Corsivo – Giro più veloce |
| Legenda | Gara non valida | Non qual./Non part. | Ritirato/Non class | Squalificato | '-' Dato non disp. | Grassetto – Pole position Corsivo – Giro più veloce |